# Vortice ottico

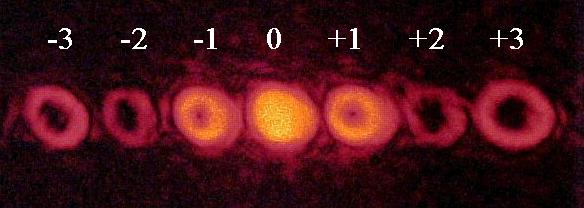
Vortici ottici creati con ologrammi generati da computer

Un vortice ottico (detto anche dislocazione a vite, o singolarità di fase) è un fenomeno fisico della propagazione della luce, che ha origine da una singolarità di fase del campo ottico, vale a dire dall'esistenza di punti di intensità zero del campo ottico. Si parla di vortice ottico, più propriamente, quando i punti di intensità zero del campo costituiscono una linea che corre nella stessa direzione all'asse del fascio di luce.
Le ricerche sulle proprietà dei vortici si sono sviluppate dopo un ampio articolo pubblicato da John Nye e Michael Berry nel 1974, in cui furono descritte le proprietà di base dei "treni d'onda dislocati". Le ricerche che seguirono divennero il nucleo di quello che è noto come "ottica singolare".
Sono allo studio tecniche che permettano la generazione e l'utilizzo di vortici anche in regioni più basse dello spettro elettromagnetico, come le frequenze utilizzate per trasmissioni wireless. In tal caso, i vortici elettromagnetici a radiofrequenza sono generati attraverso antenne aventi particolari configurazioni geometriche o con il pilotaggio di array di antenne.

## Spiegazione
La luce può essere fatta ruotare come un cavatappi lungo l'asse di propagazione. A causa di questa rotazione, le onde luminose sull'asse si annullano reciprocamente. Quando è proiettato su una superficie piana, un vortice ottico appare come un anello di luce, con al centro una regione circolare scura. Questa figura di propagazione, a forma elicoidale con un'area buia al centro, è chiamato "vortice ottico".
Al vortice è attribuito un numero, chiamato carica topologica, dipendente dal numero di avvitamenti che compie nello spazio di una lunghezza d'onda. Si tratta sempre di un numero intero, e può essere positivo e negativo, a seconda della direzione dell'avvitamento. Più alto è il numero di avvitamenti, più velocemente la luce si avvolge sull'asse. L'avvitamento trasporta il momento angolare orbitale con il treno di onde, e induce un momento meccanico su un dipolo elettrico.
Questo momento angolare orbitale della luce può essere osservato nel moto orbitale di particelle confinate. L'interferenza di un vortice ottico con un'onda luminosa piana rivela la fase della spirale come spirali concentriche: il numero di rami della spirale è pari alla carica topologica.
A fini di studio, i vortici ottici possono essere creati in laboratorio in vari modi. Possono essere generati direttamente in un laser, oppure si possono ottenere facendo ruotare un fascio laser in un vortice servendosi di un ologramma di "biforcazione" generato da un programma su un computer  L'ologramma può essere usato in un modulatore spaziale di luce, un tipo speciale di schermo a cristalli liquidi controllato da un computer, o in un reticolo di diffrazione su una pellicola o su una superficie di vetro.

## Proprietà
Una singolarità è uno zero del campo ottico. La fase nel campo ha un rotore definito attorno a punti di intensità zero, il che dà origine al nome di vortice. I vortici sono punti in una rappresentazione come campo bidimensionale, e linee in campi a 3 dimensioni (dal momento che hanno codimensione 2). L'integrazione della fase su un cammino che racchiude un vortice dà come risultato un multiplo intero di {\displaystyle 2\pi }. Questo intero è noto come carica topologica, o intensità, del vortice.
Un modo gaussiano ipergeometrico (HyGG) ha un vortice ottico nel suo centro. Il fascio ha la forma
{\displaystyle \psi \propto e^{im\phi }e^{-r^{2}},\!}
ed è una soluzione dell'equazione d'onda parassiale consistente in una funzione di Bessel. In un fascio gaussiano ipergeometrico, i fotoni hanno un momento angolare orbitale {\displaystyle m\hbar }. L'intero {\displaystyle m} dà anche l'intensità del vortice al centro del fascio. Il momento angolare di spin della luce circolarmente polarizzata può essere convertito in momento angolare orbitale.

## Applicazioni

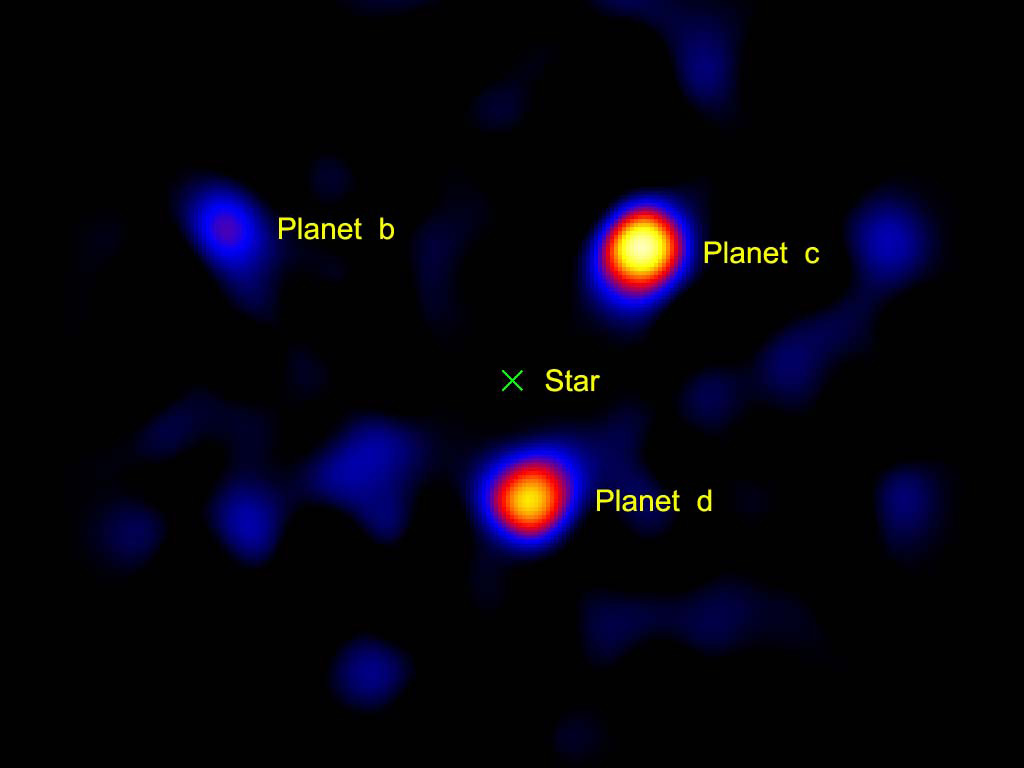
Immagine diretta di esopianeti attorno alla stella HR 8799, ottenuta con un coronografo a vortice su una porzione di 1.5m del Telescopio Hale

### Astronomia e astrofisica
Gli studi sull'utilizzo dei vortici ottici hanno aperto la strada a promettenti tecniche di rilevazione nel campo dell'astronomia e dell'astrofisica.

#### Incremento della risoluzione degli strumenti ottici
Uno dei lavori teorici e sperimentali ha riguardato l'incremento della risoluzione ottica attraverso il superamento dei limiti dovuti alla diffrazione. Lo studio ha impresso una vorticità ottica alla luce bianca non coerente proveniente da sorgenti simulate, misurando un incremento di risoluzione pari a un ordine di grandezza (10 volte) rispetto al limite fissato dal criterio di Rayleigh, a prezzo di un aumento (meno che proporzionale) dei tempi di esposizione. L'incremento è pari a 50 volte nel caso della luce coerente prodotta da sorgenti laser. Per ottenere i risultati la carica topologica dei vortici ottici deve essere pari a 1.

#### Osservazione diretta di pianeti extrasolari
È stata dimostrata la possibilità di usare la tecnica per la rilevazione diretta di pianeti extrasolari, superando le difficoltà poste dalla forte luminosità della stella principale. I progressi compiuti hanno permesso di creare un coronografo a vortice ottico per osservare direttamente pianeti che, rispetto alla stella madre, presentavano un contrasto troppo basso per essere osservati con altre tecniche.

#### Individuazione di buchi neri rotanti
Nel 2010, una collaborazione tra l'Università di Uppsala, l'Università di Padova, la Macquarie University e l'Instituto de Ciencias Fotónicas di Barcellona, ha scoperto un nuovo fenomeno in Relatività generale che permette di individuare i buchi neri rotanti analizzando il momento angolare orbitale e la struttura dei vortici ottici della radiazione proveniente dal disco di accrescimento nei pressi di tali buchi neri. I risultati sono stati pubblicati su Nature Physics.

### Fotonica
I vortici ottici sono usati nelle pinzette ottiche per manipolare oggetti a scala micrometrica, come le cellule. I vortici ottici permettono di estendere la flessibilità delle pinzette aggiungendo, alla capacità repulsiva e attrattiva, anche la possibilità di far ruotare oggetti in orbite attorno all'asse del fascio facendo uso del momento angolare orbitale. Con tali tecniche sono stati creati anche dei micro-motori.

### Informatica quantistica
I computer usano elettroni che possono avere due stati, zero e uno. I computer quantistici potrebbero usare la luce per codificare e conservare informazione. I vortici ottici, in teoria, hanno un numero infinito di stati, dal momento che non vi è limite alla loro carica topologica. Questo potrebbe permettere un trattamento più veloce dei dati. L'argomento è di interesse anche per la crittografia, dal momento che i vortici possono essere usati per comunicare con una più ampia larghezza di banda. Tuttavia, questo richiederà ulteriori sviluppi nel campo delle fibre ottiche, dal momento che le fibre ottiche attuali (2012) modificano l'avvolgimento dei vortici ottici quando vengono piegate o sottoposte a tensione meccanica.

### Comunicazioni wireless, radio e TV
Studi compiuti in collaborazione tra l'Università di Uppsala e l'Università di Padova stanno indagando la possibilità di utilizzare vortici in fasci di onde radio per aumentare l'efficienza spettrale usando il gran numero di stati dei vortici. Esiste un lavoro sperimentale sull'orbital angular momentum multiplexing nel dominio dell'ottica. Una «spettacolare dimostrazione» della possibilità di incrementare l'efficienza di trasmissione dati nel dominio delle radiofrequenze, è stata data in una situazione reale, al di fuori dei laboratori, nello scenario di Venezia e della sua laguna, attraverso i 442 metri dello specchio d'acqua che separa l'Isola di San Giorgio Maggiore da Palazzo Ducale, in Piazza San Marco, in un evento pubblico di comunicazione scientifica, alla maniera di Guglielmo Marconi. Nell'esperimento pubblico, chiamato Onde sulle onde, tenutosi il 24 giugno 2011 di fronte a 2000 persone, sono state utilizzate microonde alla frequenza di 2,4 GigaHertz, nella banda usata per le comunicazioni wireless. Le fasi dell'esperimento erano accompagnate e descritte da uno spettacolo di luci e suoni, i cui effetti erano proiettati sulla facciata di Palazzo Ducale.

### Medicina e biologia
I lavori sul miglioramento della risoluzione di strumenti ottici possono avere ricadute positive, oltre che nell'osservazione astronomica, anche nel miglioramento delle prestazioni in microscopia: nel campo esistono già delle tecniche, come la microscopia STED (Stimulated Emission Depletion Microscope) che consentono incrementi di risoluzione, ma il miglioramento potenziale dovuto all'utilizzo dei vortici ottici sembra promettere risultati molto migliori.